# Salesianerne
Salesianerne er en katolsk orden for mænd. Den blev grundlagt i 1859 af den italienske præst Giovanni Bosco (1815–1888, kanoniseret 1934).